# Sandra Patricia Dimas
Sandra Patricia Dimas Perdomo (Putumayo, 1983) es una política y politóloga colombiana, que se desempeñó como Gobernadora del Departamento de Putumayo. 

## Reseña biográfica
Nacida en la entonces Intendencia del Putumayo en 1983, posee una especialización en Lúdica Educativa, y es politóloga de profesión.
Sirvió como Secretaria del Despacho municipal de Puerto Leguízamo entre 2016 y 2018. En 2018 fue candidata a la Alcaldía de este municipio por la coalición Por mi Leguízamo de Corazón, conformada por el Partido Centro Democrático y Colombia Justa Libres, siendo derrotada por Rubén Velásquez por casi 100 votos.
En enero de 2020 fue designada como Secretaria de Gobierno Departamental de Putumayo por el Gobernador Buanerges Rosero. Estando en este cargo, en noviembre de 2020, fue designada por el presidente Iván Duque como Gobernadora Encargada de Putumayo en reemplazo de Rosero, quien fue suspendido por presuntas irregularidades por más de 1.000 millones de pesos en contratos firmados por su administración.
Fue presentada como una de los tres candidatos en la terna propuesta por el partido Alianza Social Independiente, que apoyó la candidatura de Rosero a la Gobernación, para reemplazar a este en el cargo. Aunque múltiples sectores pidieron su permanencia, finalmente la Gobernación quedó en manos de Álvaro Arturo Granja Bucheli, quien fue designado como Gobernador encargado.